# Leavenworthia
Leavenworthia é um género botânico pertencente à família Brassicaceae.